# Särkijärvi (sjö i Varkaus, Norra Savolax)
Särkijärvi är en sjö i kommunen Varkaus i landskapet Norra Savolax i Finland. Sjön ligger 87,6 meter över havet. Den är 12,19 meter djup. Arean är 1,17 kvadratkilometer och strandlinjen är 12,61 kilometer lång. Sjön  ingår i Vuoksens huvudavrinningsområde.   Den ligger omkring 69 kilometer söder om Kuopio och omkring 300 kilometer nordöst om Helsingfors. 
I sjön finns öarna Pirttisaari, Kalmasaaret och Kanasaari. Norr om Särkijärvi ligger Pitkäjärvi. 
Sjön ligger nor om Kangaslampi med Kangaslampi kyrka.